# Morpho diomedes
Morpho diomedes är en fjärilsart som beskrevs av Weber 1944. Morpho diomedes ingår i släktet Morpho och familjen praktfjärilar. Inga underarter finns listade i Catalogue of Life.